# 享德
享德是日本的年號之一。在寶德之後，康正之前。指1452年到1455年的期間。這個時代的天皇是後花園天皇。室町幕府的將軍是足利義政。

## 改元
- 寶德4年7月25日（陽曆1452年8月10日） 為避三合之厄而改元为享德。
- 享德4年7月25日（陽曆1455年9月6日） 改元為康正。

## 出典
出自『尚書』的「世世享德、萬邦作式」。

## 享德年間要事
3年
- 享德之亂

### 逝世
- 3年12月27日(陰曆)（1455年1月15日） - 上杉憲忠、室町幕府關東管領（永享5（1433）年出生）
- 4年3月26日 (陰曆)（1455年4月12日） - 畠山持國、室町幕府管領（應永5年出生）

## 西元對照表
| 享德 | 元年   | 2年    | 3年    | 4年    |
| ---- | ------ | ------ | ------ | ------ |
| 西曆 | 1452年 | 1453年 | 1454年 | 1455年 |
| 干支 | 壬申   | 癸酉   | 甲戌   | 乙亥   |

## 相關項目
| 前一年號： 寶德 | 日本年號 | 下一年號： 康正 |